# Fiat CANSA F.C.12
Il Fiat CANSA F.C.12 era un monomotore da addestramento ad ala bassa sviluppato dall'azienda aeronautica italiana Cansa (Costruzioni Aeronautiche Novaresi S.A.) nei tardi anni trenta e rimasto allo stadio di prototipo.
Destinato alla formazione dei piloti da caccia delle scuole di volo della Regia Aeronautica, valutato dal personale militare non venne ritenuto idoneo al ruolo a causa delle prestazioni, al di sopra di quanto necessario, e dalla disponibilità di modelli surplus provenienti dalla prima linea. Non disponendo di altri potenziali clienti il suo sviluppo venne interrotto.

## Storia

### Sviluppo
Nei tardi anni trenta la CANSA decise di avviare, su iniziativa privata, lo sviluppo di un nuovo modello da proporre alla Regia Aeronautica idoneo alla formazione dei nuovi piloti destinati ai reparti da caccia e che potesse avere un ridotto prezzo di acquisto grazie al riutilizzo di parti dismesse o surplus, tecnologicamente oramai superate, abbinandole ad una cellula realizzata in materiali autarchici non strategici e basata su legno, abete e compensato di pioppo, di produzione nazionale.
Il progetto venne affidato all'ingegnere Giacomo Mosso il quale disegnò un velivolo dall'impostazione moderna, caratterizzato dalla costruzione a tecnica mista, biposto monomotore monoplano con carrello retrattile. Come previsto in fase concettuale il modello, che venne identificato con la designazione F.C.12, prevedeva il riutilizzo di intere parti di velivoli già prodotti, per il solo motore provenienti dal caccia Fiat C.R.32 o dal ricognitore IMAM Ro.37 radiati dalle linee di volo, soluzione che garantiva la drastica riduzione dei costi di produzione, intorno alle £. 200 000 per ogni unità costruita.
Il prototipo, la cui costruzione venne terminata nel tardo 1939, venne portato in volo per la prima volta il 16 ottobre 1940 dal pilota collaudatore aziendale Fausto Moroni dall'aeroporto di Cameri. Durante le prove di volo che ne seguirono si rivelò particolarmente robusto tanto che venne ipotizzato che fosse proposto, adeguatamente equipaggiato, anche come bombardiere a tuffo.
Già il 19 giugno 1940, prima quindi del primo volo, il modello venne presentato al Ministero dell'aeronautica suscitando però perplessità condivise anche dall'Ufficio di Stato Maggiore e confermate, stranamente ma in linea con le caratteristiche richieste dal velivolo, dall'esito più che soddisfacente delle prove di volo. L'F.C.12 infatti dimostrò possedere caratteristiche e prestazioni superiori a quanto richiesto da un aereo da addestramento caccia ed andava ad interferire con la decisione, già presa, di equipaggiare le scuole di volo della Regia con i C.R.32 radiati.
Data l'impossibilità di acquisire un ordine per gli addestratori alla caccia l'azienda approntò sul modello delle modifiche per renderlo adatto alle Scuole dell'Assalto, specialità che formava i piloti dei bombardieri in picchiata (o meglio "a tuffo", com'erano definiti dalla forza aerea italiana del periodo). L'F.C.12 venne modificato nell'ala, incorporando aerofreni sia sull'intradosso che sull'estradosso, applicando inoltre dispositivi subalari per l'aggancio di quattro ordigni da caduta da 50 kg ciascuno. Venne inoltre ricavato nella parte centrale della fusoliera uno spazio per inserire una spezzoniera ed aumentata la capacità di fuoco portando a quattro le mitragliatrici Breda-SAFAT calibro 12,7 mm.
Questa versione modificata, immatricolata civilmente I-TUFF in quanto non direttamente richiesta dalla Regia Aeronautica, venne provata sul Campo della Promessa di Lonate Pozzolo dallo stesso Moroni ed in seguito da Arturo Ferrarin presso l'aeroporto di Guidonia, sede del Centro Sperimentale, entrambi dichiarandone le ottime prestazioni generali. Tuttavia le autorità militari non si dichiararono interessate ed alla CANSA non restò che proporlo senza successo al mercato estero. L'unica proposta da parte della DGCA, peraltro non concretizzatasi, era quella di adeguare la cellula al materiale proveniente dai più anziani Fiat C.R.20 radiati dando origine al progetto (rimasto tale) del Fiat CANSA F.C.14.
Dell'unico esemplare costruito si persero le tracce, presumibilmente distrutto o smantellato in epoca successiva.

## Descrizione tecnica

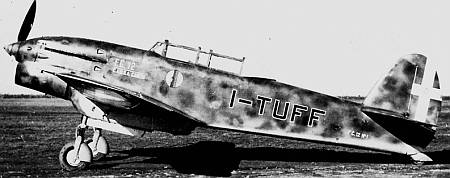
Versione definitiva con cappottina visto di profilo sinistro.

L'F.C.12 era un velivolo dall'aspetto moderno che, pur integrando parti provenienti da modelli tecnologicamente meno evoluti, integrava le caratteristiche salienti dei più moderni velivoli pari ruolo dell'epoca: monomotore con velatura monoplana e carrello retrattile.
La fusoliera, realizzata anteriormente con struttura in tubi di acciaio saldati integrata posteriormente da una struttura lignea e ricoperta da pannelli metallici in avanti ed in compensato telato dietro, era caratterizzata dai due abitacoli separati in tandem, l'anteriore destinato all'allievo pilota ed il posteriore all'istruttore, chiusi da un'unica cappottina. Posteriormente terminava in un impennaggio classico monoderiva con piani orizzontali a sbalzo.
Il carrello d'atterraggio era retrattile, con rotazione delle gambe sull'asse secondo lo schema Curtiss che rientravano in una struttura tubolare al di sotto dell'ala, integrato posteriormente da un ruotino d'appoggio posizionato sotto l'estremità della coda.
La propulsione era affidata ad un motore Fiat A.30 RA, un 12 cilindri a V di 60° raffreddato a liquido capace di erogare una potenza pari a 600 CV (441 kW), posizionato all'apice anteriore della fusoliera racchiuso da un cofano ed abbinato ad un'elica bipala.
L'armamento era costituito da una singola mitragliatrice calibro 12,7 mm in caccia montata sopra la cappottatura motore.

## Utilizzatori
Italia
- Regia Aeronautica (previsto)